# Amir Richardson
Michael Amir Richardson (ur. 24 stycznia 2002 w Nicei) – marokański piłkarz urodzony we Francji, grający na pozycji pomocnika. Reprezentant Maroka.

## Sukcesy

### Maroko U-23
- Mistrzostwa Afryki U-23: 2023[4]